# 石氏星經
原名《天文》，西漢以後被尊稱為《石氏星經》。由戰國時期魏國天文學家、占星家石申所著，共八卷，原著已失傳。

## 記載
《史記·天官書》、《漢書·天文志》中引有《石氏星經》中有關五星運動、交食、恆星等方面的一些片斷，並且在唐代天文學家瞿曇悉達編撰的《大唐開元占經》（又称《開元占經》）中有大量節錄。於宋代王應麟作《漢書藝文志考證》之中，首次被收錄於藝文志。

## 影響
《開元占經》中保存下來的石申著作的部分內容中，最重要的是標註為「石氏曰」的121顆恆星的坐標位置，是世界上最第二古老的星表，晚於巴比倫星表，早於希臘天文學家伊巴谷測編的歐洲第一個恆星表大約一百多年。現代天文學家根據對不同時代天象的計算來驗證，并根據這些坐標考慮歲差的影響加以推算，證明大部分坐標值確系戰國時期所測。
三國吳國太史令陳卓總合石氏、甘氏和殷商天文學家巫咸三家星圖，整理出了一份標準的恆星表，並繪製了一套標準星圖，以各種形式流傳下來，其中，敦煌莫高窟發現的檔號P2512一卷唐初寫本中的三家星經最為著名。陳卓整合三家星官之後，出現了綜合三家星宮的占星著作，其中有一部重要著作稱為《星經》，又稱為《通占大象曆星經》，曾收入《道藏》，在宋代稱《甘石星經》。